# Idahoterritoriet
Idahoterritoriet (engelska: Idaho Territory) var ett amerikanskt territorium, som fanns under perioden 4 mars 1863-3 juli 1890. Därefter blev det den amerikanska delstaten Idaho.

### Fotnoter
1. ↑  ”Idaho” (på engelska). World Statesmen. http://www.worldstatesmen.org/US_states_F-K.html#Iowa. Läst 20 juli 2015.